# 1914 (banda)
1914 es una banda ucraniana de blackened death metal formada en Lviv en 2014. La banda tiene como tema principal la Primera Guerra Mundial, y el grupo en sí recibió el nombre del año en que comenzó. Musicalmente, 1914 combina el sonido del black, el death y el doom metal.

## Historia
1914 fue fundada en el verano de 2014 en Lviv por Dmytro "Kumar" Ternuschak  junto con otros músicos que ya tenían experiencia musical y tocaron en varios grupos musicales ucranianos como Skinhate, Ambivalence, ForceOut, Johny B Gut, Stalag 328, Disenrail, Ratbite, Toster.
En 2015, la banda lanzó su álbum debut Eschatology of War a través de Archaic Sound. Tres años después, se lanzó su segundo álbum, The Blind Leading the Blind. El álbum recibió críticas positivas de la prensa musical  y 1914 pronto firmó un contrato con Napalm Records.
El sello lanzó su tercer álbum de estudio, Where Fear and Weapons Meet, en 2021, que también recibió elogios de la crítica  y luego fue incluido en varias listas de los mejores álbumes del año.

## Estilo musical
1914 toca una mezcla de black y death metal. Ocasionalmente, también se pueden escuchar influencias del doom metal. 
Además, la banda también incorpora muchas partes de guitarra melódicas en las canciones. Los típicos blast beats del death metal son bastante raros; en cambio, la banda toca canciones en un tempo medio o lento. Muchas canciones van acompañadas de samples, como discursos de la Primera Guerra Mundial, batallas o ruidos de motores. Las introducciones (War In) y outros (War Out) de los álbumes son típicas y cada una representa canciones de esa época con una calidad de sonido auténtica.

## Miembros

### Formación actual
- 2.ª División, 147.º Regimiento de Infantería, Teniente mayor Dietmar Kumarberg (Dmytro Ternushchak) - voz (2014-presente)
- 37.ª División, Regimiento de Artillería de Campaña No. 73, Vigilante Liam Fessen (Oleksa Fisyuk) - guitarra (2014-presente)
- 5.ª División, Regimiento Ulanensky No. 3, Sargento Vitalis Winkelhock (Vitaliy Vyhovskyi) - guitarra (2015-presente)
- 9.ª División, Regimiento de Granaderos No. 7, Suboficial Armin von Heinessen (Armen Oganesyan) - bajo (2014-presente)
- 33.ª División, 7.º Regimiento de Infantería de Turingia. No. 96, Soldado Rusty Potoplakht (Rostyslav Potoplyak) - batería (2016-presente)

### Miembros anteriores
- Teniente primero Serge Russell (compañía C, 306.º batallón de ametralladoras) (Serhiy) - batería (2014-2016)
- Sargento Andrew Naifman (157.º Regimiento de Artillería de Campaña, 40.ª División de Infantería) (Andriy Rieznikov) - guitarra (2014-2015)
- 5.ª División, Regimiento Ulanen No. 3, Sargento Basil Lagenndorf (Vasyl Lahodiuk) - guitarra (2015)

## Discografía

### Álbumes de estudio
- Eschatology of War (2015)
- The Blind Leading the Blind (2018)
- Where Fear and Weapons Meet (2021)

### Otros álbumes
- Ich hatt einen Kameraden (2016, split con Minenwerfer)
- Eschatology of War / Für Kaiser, Volk und Vaterland (2016, compilación)
- ¡Para Kaiser, Volk und Vaterland! (2016, EP)
- Where Fear and Weapons Meet Bonus LP (2023, EP)

### Singles
- «Caught in the Crossfire» (2014)
- «Frozen in Trenches (Christmas Truce)» (2014)
- «Zeppelin Raids» (2015)
- «Stoßtrupp 1917» (2017)
- «…and a Cross Now Marks His Place» (2021)
- «Pillars of Fire (The Battle of Messines)» (2021)
- «FN .380 ACP#19074» (2021)
- «Flammenwerfer vor!» (2022)